# Edmond Kasperski
Edmond Kasperski (* 13. Dezember 1923; † 21. Februar 2005) war ein deutscher Fußballspieler. Der anfängliche Stürmer und spätere Abwehrchef hat von 1948 bis 1960 in der seinerzeit erstklassigen Fußball-Oberliga West für die Vereine Borussia Dortmund (1948 bis 1953) und Schwarz-Weiß Essen (1953 bis 1960) insgesamt 264 Oberligaspiele absolviert und dabei 86 Tore erzielt. Im Jahr 1949 stand er mit Dortmund im Endspiel um die Deutsche Meisterschaft und 1959 gewann er mit Essen den DFB-Pokal.

## Karriere

### Vereine

#### BV Brambauer / Borussia Dortmund
Mit den Schwarz-Weißen des BV Brambauer wurde der als „Ausnahmetalent“ beschriebene „Ede“ Kasperski in der Saison 1946/47 Meister in der Bezirksklasse. Er stieg damit mit dem „kleinen BVB“ aus der Bergarbeitergemeinde in Lünen zur Saison 1947/48 in die damalige Zweitklassigkeit des Westdeutschen Fußballverbandes, in die Landesliga Westfalen, Gruppe 2 auf. Spätestens in den folgenden Verbandsspielen gegen Preußen Münster, VfB Bielefeld, FV Hombruch und Eintracht Nordhorn machte der hochgewachsene Torjäger mit der Spezialität „Hechtkopfbälle“ die Verantwortlichen von Borussia Dortmund auf sich aufmerksam. Der sowohl mit dem linken wie rechten Bein gleich gut spielende Angreifer schloss sich zur Saison 1948/49 dem ersten Meister der Oberliga West, Borussia Dortmund, an.
Bei den Schwarz-Gelben vom Borsigplatz feierte er unter dem Wiener Trainer Eduard „Edy“ Havlicek und an der Seite der spieltragenden Läuferreihe mit Max Michallek, Paul Koschmieder und Erich Schanko sowie den Kollegen im Angriff, Alfred Preißler und Ex-Nationalspieler August Lenz, mit acht Punkten Vorsprung die Titelverteidigung in der Saison 1948/49. Der Neuzugang aus Brambauer hatte in der 13er-Liga in 18 Ligaspielen zwölf Tore erzielt. Im damaligen WM-System war er überwiegend als Mittel- oder Halbstürmer aufgelaufen. In den Endrundenspielen um die deutsche Meisterschaft kam er in den Spielen gegen den Berliner SV 1892 (5:0) und den zwei sportlich herausragenden Herausforderungen gegen die spielstarke „Walter“-Elf des 1. FC Kaiserslautern (0:0 n. V.; 4:1) zum Einsatz und stand mit der BVB-Mannschaft am 10. Juli 1949 im mit 92.000 Zuschauern überfüllten Stuttgarter Neckarstadion im Endspiel gegen den süddeutschen Vizemeister VfR Mannheim. Bei kräftezehrenden Temperaturen entschied das Team um Techniker und Spielmacher Rudolf de la Vigne mit einem 3:2-Verlängerungssieg die „Hitzeschlacht“ für sich.
In seinem zweiten BVB-Jahr, 1949/50, folgte der zweite Meisterschaftsgewinn in der Oberliga West. Der Techniker im Angriff hatte in 29 Ligaeinsätzen 13 Tore erzielt. Gleich im ersten Spiel in der Endrunde um die deutsche Meisterschaft traf er mit seinem Verein in der Vorrunde auf den Finalgegner des Vorjahres, den VfR Mannheim, der sich als Vierter Süddeutschlands qualifiziert hatte. Am 21. Mai 1950 brachte Kasperski den BVB in der 32. Minute in Gladbeck mit 1:0 in Führung, die Badener setzten sich aber in der zweiten Halbzeit mit 3:1 Toren durch und für Dortmund war die Endrunde beendet. Ab der Runde 1951/52 trainierte der Altnationalspieler und Meistermacher von FC Schalke 04 und VfR Mannheim, Hans Schmidt, die Schwarz-Gelben mit dem Stadion Rote Erde. Kasperski konnte mit Münster-Rückkehrer Alfred Preißler und Alfred Niepieklo 1952/53 seine dritte Westmeisterschaft erringen. Er hatte alle 30 Ligaspiele absolviert und 14 Tore erzielt. In der Endrunde entwickelte sich in den Gruppenspielen ein Zweikampf mit dem Titelverteidiger VfB Stuttgart. Die Elf von Trainer Georg Wurzer setzte sich hauchdünn nach dem damalig geltenden Divisionsverfahren um 0,238 Tore gegen den BVB durch und versperrte dem punktgleichen Westmeister – beide Vereine hatten jeweils 10:2 Punkte – den Finaleinzug. Kasperski hatte von 1948 bis 1953 bei Dortmund 124 Oberligaspiele bestritten und dabei 62 Tore erzielt. Nach fünf Jahren Schwarz-Gelb schloss er sich zur Runde 1953/54 dem ETB Schwarz-Weiß Essen an.

#### Schwarz-Weiß Essen
Bei den Schwarz-Weißen hatte man 1953 neben Kasperski auch noch Hubert Schieth, Alfred Mikuda, Adolf Knoll und Siegfried Burkhardt verpflichtet; trainiert wurde die Mannschaft aus dem Essener Süden von Ex-Nationaltorhüter Fritz Buchloh. Mit der Verbesserung auf den sechsten Rang zahlten sich die Verstärkungen gegenüber dem 13. Rang des Vorjahres für die Mannschaft aus dem Uhlenkrugstadion zwar tabellarisch aus, durch die gleichzeitig errungene Vizemeisterschaft des Lokalrivalen von der Hafenstraße, RWE, konnte die Vormachtstellung der Rot-Weißen aber nicht wirklich in Gefahr gebracht werden. Kasperski hatte in 27 Ligaspielen zehn Treffer erzielt. Als das Team um Fritz Herkenrath, Heinz Wewers, Helmut Rahn, August Gottschalk, Franz Islacker und Bernhard Termath 1955 auch noch die deutsche Meisterschaft erringen konnte, waren die Machtverhältnisse im Essener Fußball eindeutig. In seinem vierten Jahr bei ETB, 1956/57, erlebte Kasperski sogar als Tabellenvorletzter den Abstieg in die 2. Liga West. Zwischenzeitlich agierte er auf der Mittelläuferposition als Abwehrchef und Schieth bestimmte in vorderer Reihe das Offensivspiel.
Im ersten Zweitligajahr 1957/58 erzielte „Ede“ Kasperski unter Trainer Willi Multhaup beim Erreichen des siebten Ranges in 28 Ligaspielen elf Tore. Interner Torjäger wurde mit 19 Treffern Theo Klöckner und die Talente Hans Küppers und Heinz Steinmann gehörten bereits der Stammelf an. Mit der Vizemeisterschaft glückte 1958/59 die Rückkehr in die Oberliga. Hierzu hatte Kasperski in 28 Spielen als Abwehrdirigent seinen Beitrag geleistet und Klöckner mit 24 Treffern in der Offensive die Zuspiele von Küppers und Schieth vollstreckt. Zur Saison 1959/60 übernahm Trainer Multhaup die Rot-Weißen aus Bergeborbeck, die ohne den zum 1. FC Köln gewechselten Helmut Rahn auszukommen hatten, und der Oberligarückkehrer SW Essentrat mit Hans Wendlandt als neuem Trainer an. Noch am Ende der Spielrunde 1958/59 hatten Kasperski und Kollegen in Spielen um den westdeutschen Pokal anzutreten. In der vierten Runde glückte am 6. Juni 1959 ein 1:0-Sieg gegen den Lokalrivalen von der Hafenstraße, in der Zwischenrunde folgte am 20. Juni ein 2:1 gegen den TSV Marl-Hüls, ehe man sich am 27. Juni im Halbfinale bei Rot-Weiß Oberhausen mit einem 0:0 nach Verlängerung trennte. Das Wiederholungsspiel fand vor Rundenstart 1959/60 am 1. August 1959 statt und die Schwarz-Weißen setzten sich mit einem 5:4 nach Verlängerung durch. Am 8. August gewann der Abwehrdirigent und Kapitän mit seiner Mannschaft den westdeutschen Pokal mit einem 3:2 in Bochum gegen den favorisierten westdeutschen Meister Westfalia Herne und konnte dadurch am DFB-Pokal teilnehmen.
Unmittelbar vor Rundenbeginn, am 16. August 1959, gelang SW Essen im Pokalqualifikationsspiel ein 6:3-Erfolg bei Hertha BSC. Die Oberliga eröffneten Kasperski und Kollegen am 22. August 1959 mit einem 4:0-Heimerfolg gegen Rot-Weiß Oberhausen. Am 6. Dezember 1959 hielt Abwehrchef Kasperski mit seinen Defensivkollegen Merchel, Mozin, Pips, Steinmann und Ingenbold den Angriff von Schalke 04 mit Willi Koslowski, Willi Soya, Hans Nowak, Helmut Jagielski und Bernhard Klodt beim 3:1-Erfolg in der Glückauf-Kampfbahn in Schach. Sechs Tage später, am 12. Dezember fand das Halbfinalspiel im DFB-Pokal beim Hamburger SV statt. Essen gewann beim Seriennordmeister der Oberliga Nord durch zwei Treffer von Mittelstürmer Manfred Rummel das Spiel mit 2:1 in der Verlängerung. Auch in Hamburg war die Defensivleistung gegen die HSV-Offensive um Uwe Seeler, Klaus Stürmer, Horst Dehn, Peter Wulf und Gert Dörfel der Garant des Erfolges. Drei Tage nach Weihnachten, am 27. Dezember 1959, fand das DFB-Pokalfinale im Kasseler Auestadion gegen Borussia Neunkirchen statt. Hier konnte das Team aus der Oberliga Südwest den Mannen um die zwei Routiniers Kasperski im Abwehrzentrum und Schieth im Mittelfeld nicht Paroli bieten. ETB setzte sich überlegen mit einem 5:2-Erfolg durch und gewann den DFB-Pokal 1959.
Hatte SW Essen noch die Hinrunde mit guten 17:13 Punkten abgeschlossen, so brach die Uhlenkrug-Elf in der Hinrunde total ein. Lediglich acht Punkte konnten noch verbucht werden. An den letzten zwei Rundenspieltagen verlor man mit 1:2 das Heimspiel gegen Schalke 04 und am Schlusstag mit 0:3 Toren bei Westfalia Herne. Mit 25:35 Punkten stiegen die Schwarz-Weißen damit in die 2. Liga West ab. Der Hamburger SV dagegen, geschlagener Pokal-Halbfinalgegner im Dezember 1959, gewann am 25. Juni 1960 mit 3:2 Toren gegen den 1. FC Köln die deutsche Fußballmeisterschaft. „Ede“ Kasperski hatte 27 Oberligaspiele bestritten und Lokalrivale Rot-Weiss hatte den sechsten Rang belegt. Der Routinier ging nochmals mit in die Zweitklassigkeit und absolvierte 1960/61 beim Meisterschaftsgewinn abschließend seine sechs letzten Ligaspiele, ehe er seine sportliche Laufbahn beendete.

### Auswahlmannschaft
In der Auswahlmannschaft des Westdeutschen Fußballverbandes trug Kasperski drei Repräsentativspiele in der Oberligaära aus. Am 18. März 1951 stürmte er in Duisburg bei der 0:4-Niederlage gegen die Auswahlmannschaft des Süddeutschen Fußball-Verbandes, am 1. Februar 1953 in Saarbrücken beim 7:0-Erfolg (zwei Tore) gegen die Auswahlmannschaft des Saarländischen Fußballverbandes und am 10. Oktober 1953 in Dortmund beim 2:0-Sieg über die Auswahlmannschaft des Norddeutschen Fußball-Verbandes.

## Sonstiges
Beruflich war Kasperski zuerst als Betreiber einer Tankstelle am Essener Stadtgarten und später als Besitzer beziehungsweise Senior-Chef mehrerer Wäscherei-Betriebe in Dortmund tätig. Sohn Gerd bestritt in der Bundesliga 71 Punktspielen und erzielte 17 Tore.